# Bund der Religiösen Sozialistinnen und Sozialisten Deutschlands
Der Bund der Religiösen Sozialistinnen und Sozialisten Deutschlands e. V. (BRSD, anfangs: Bund religiöser Sozialisten Deutschlands) ist eine ökumenische Organisation, die für eine sozialistische Gesellschaftsordnung eintritt.  Er wurde 1926 gegründet,  in der Zeit des Nationalsozialismus 1933–1945 verboten und 1946 in Westdeutschland neu gegründet.

## Vorgeschichte
Seit 1919 und 1920 begannen sich religiös – meist christlich – orientierte Sozialisten in verschiedenen Gruppen zunächst unabhängig voneinander zu organisieren. Sowohl ihre Zielsetzungen wie auch die Zusammensetzung waren vielfältig. Dominant waren Angehörige akademischer Berufe wie Lehrer, Hochschullehrer oder Pfarrer. Ein Ursprung war zunächst das Ziel der Umwandlung der alten obrigkeitlichen Kirchenorganisation durch eine Volkskirche (Volkskirchenbewegung). Im Laufe der Entwicklung gewannen daneben sozialistische Ideen mehr an Gewicht. Der Pfarrer Erwin Eckert formulierte etwa:

„Die evangelische Kirche darf den aus der kapitalistischen Wirtschaftsform immer wieder genährten Egoismus und die kalte Gleichgültigkeit gegen das von der kapitalistischen Wirtschaftsform verursachte Elend nicht dulden, sondern muss laut dafür eintreten, dass eine bessere, dem Brudersinn Jesu entsprechende Gestaltung unseres Wirtschaftslebens eintritt.“

## Organisation
In den folgenden Jahren begannen die Gruppen sich zu vernetzen und allmählich zusammenzuschließen. In der ersten Augustwoche 1924 entstand auf der ersten Meersburger Tagung die Arbeitsgemeinschaft der religiösen Sozialisten Deutschlands. Auf der zweiten Meersburger Tagung, beim dritten Kongress, vom 1. bis 5. August 1926, wurde der Bund der religiösen Sozialisten Deutschlands gegründet. Führender Kopf war Erwin Eckert.
Eckert wurde auch Schriftleiter des 1924–1930 vom Bund herausgegebenen Sonntagsblatt des arbeitenden Volkes; Vorläuferzeitschriften waren Christliches Volk. Halbmonatsblatt des Badischen Volkskirchenbundes (1919), Christliches Volksblatt (1920–1924), Ihr seid Brüder. Religiös-sozialistische Blätter aus dem Rheinland (1921–1922), Der Religiöse Sozialist, Monatsschrift des Bundes religiöser Sozialisten Deutschlands und der Vereinigung der Freunde für Religion und Völkerfrieden (1922–1924). 1930–1933 erschien das Blatt unter dem  Titel Der Religiöse Sozialist; Schriftleiter war Gotthilf Schenkel.
Neben dem Bund bestanden der so genannte „Neuwerk-Kreis“, der bis zum September 1919 Der Christliche Demokrat, bis zum Juni 1921 Das Neue Werk: Der Christ im Volksstaat und anschließend die Zeitschrift Neuwerk. Ein Dienst am Werden herausgab, sowie der „Tillich-Kreis“, aus dessen Mitte 1920–1927 die Blätter für Religiösen Sozialismus und 1930–1933 die Neue Blätter für den Sozialismus. Zeitschrift für geistige und politische Gestaltung publiziert wurde. Neuwerk- wie Tillich-Kreis teilten die grundsätzlichen Zielsetzungen des Bundes, verstanden sich aber mehr als Diskussionsforum oder als akademische Gemeinschaft. Wie die Religiösen Sozialisten waren die Bruderhöfer, ein Kreis um Eberhard Arnold, der eine Gütergemeinschaft analog zur Gütergemeinschaft der Jerusalemer Urgemeinde praktizierte und pazifistisch gesinnt war, vom Lebenszeugnis Christoph Blumhardts beeinflusst. Die seit 1928/1929 entstehenden Katholischen Sozialisten, die 1929–1930 die Zeitschrift Das Rote Blatt der katholischen Sozialisten herausgaben, und der 1929 gebildete „Bund jüdischer Sozialisten“ blieben organisatorisch selbstständig und waren als Arbeitsgemeinschaften im BRSD nur lose mit dem Bund verknüpft. Beiträge beider Organisationen finden sich 1929–1933 in der Zeitschrift für Religion und Sozialismus.

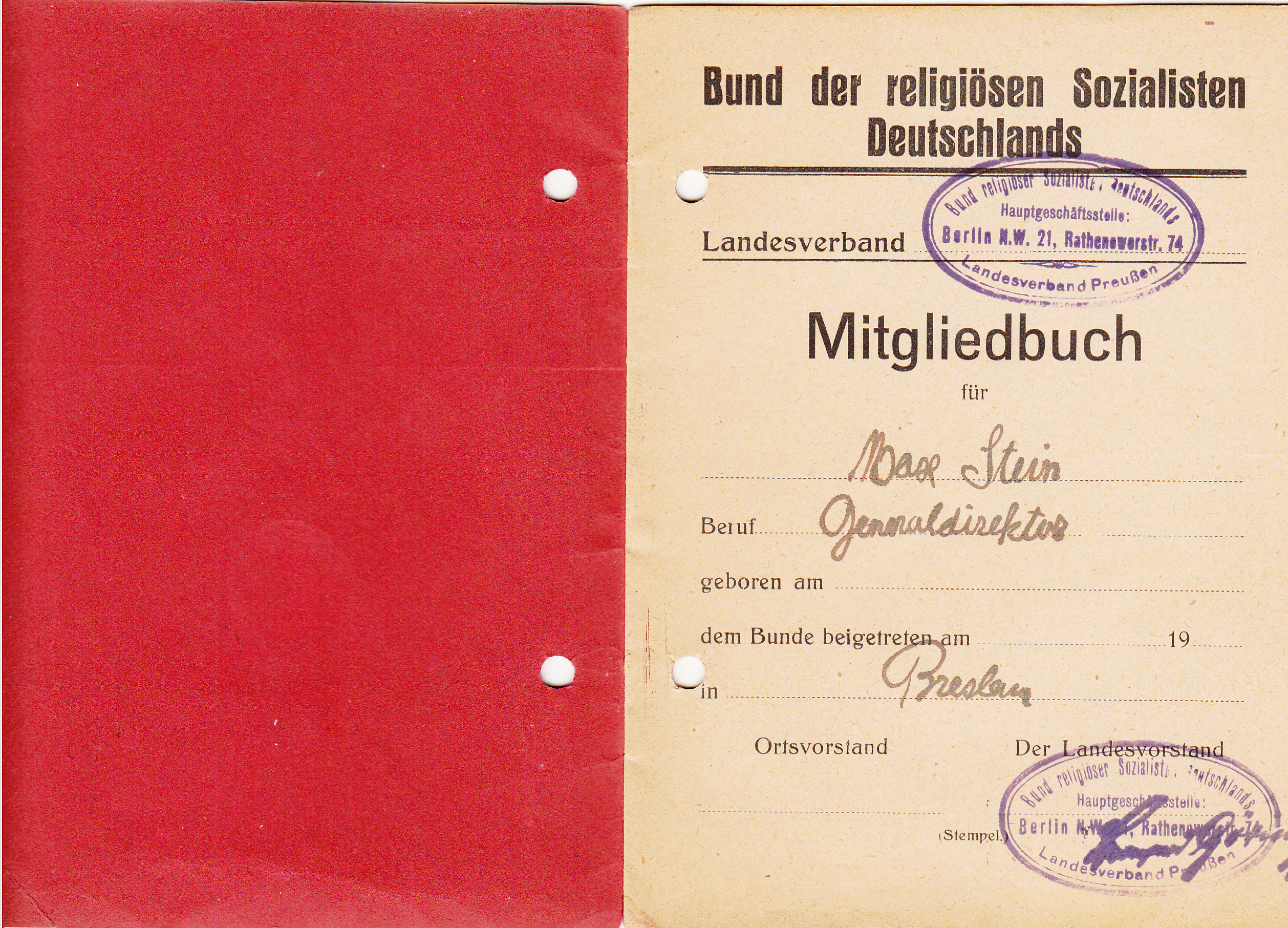
Mitgliedsbuch

Der Schwerpunkt des Bundes waren Baden, Württemberg, die Pfalz (Bayern), Thüringen und Berlin. Anhänger waren Pfarrer, Lehrer und Arbeiter vornehmlich aus Klein- und Mittelstädten. Viele der Arbeiter hatten einen landwirtschaftlichen Hintergrund und besaßen häufig selbst noch ein Stück Land. Die Mitgliederzahlen lagen mit starken Schwankungen bei 10.000 bis 25.000. Politisch standen die Anhänger überwiegend der SPD nahe. Auf dem vierten Kongress des Bundes waren 79 Prozent der Delegierten Mitglied der SPD. Obwohl der Bund keinerlei politische Präferenzen erkennen ließ, gab es praktisch keine Verbindung mit den bürgerlichen Parteien. In der SPD und dem sozialdemokratischen Milieu herrschte gegenüber den religiösen Sozialisten entweder Gleichgültigkeit oder etwa von Seiten der proletarischen Freidenkerverbände scharfe Ablehnung vor. Der Einfluss des Bundes auf die protestantischen Kirchen blieb minimal. Nur etwa 200 von 16.000 Pfarrern gehörten der zum Bund gehörenden „Bruderschaft sozialistischer Theologen“ an.

## Ziele und Programmatik
Ziele des Bundes waren die radikale Trennung von Kirche und Staat, die Demokratisierung der Kirche, die parteipolitische Neutralität der Kirche, konfessionslose Schulen, ein Ende der Militärseelsorge und ein Wirken der Kirche für Frieden und Völkerverständigung. Diese Forderungen führten dazu, dass der Bund in der bürgerlich geprägten Kirchenhierarchie auf starken Widerstand stieß. Gleichwohl beteiligte sich der Bund mit wenig Erfolg an den innerkirchlichen Wahlen in den Gemeinden und Synoden. Immerhin gelang es ihm in Baden, Württemberg und Thüringen Vertreter in die Landessynoden zu entsenden. Allerdings standen sie auch dort einer Mehrheit konservativer Delegierter gegenüber.
Über den engeren kirchlichen Bereich hinaus engagierte sich der Bund auch für allgemeinpolitische Fragen. Im Jahr 1926 befürwortete er die Volksbefragung zur Fürstenenteignung und 1928 kritisierte er den von der Regierung Müller beschlossenen Bau des Panzerschiffs A. In der Frage der Militärpolitik war der Bund tief gespalten. Einige forderten die Wehrhaftigkeit der demokratischen Republik, andere wie der Vorsitzende Eckert wollte nur einer sozialistischen Regierung eine bewaffnete Macht zugestehen, daneben gab es einen Flügel radikaler Pazifisten. Der Bund gehörte dem Deutschen Friedenskartell, dem 1921 gegründeten Dachverband pazifistischer Organisationen, an und wurde dort durch Hans Francke vertreten. Die Konflikte innerhalb der Arbeiterbewegung erreichten den Bund 1931, als der Vorsitzende Eckert, enttäuscht von der Tolerierungspolitik der SPD gegenüber der Regierung Brüning, zur KPD übertrat. Der Bund positionierte sich klar gegen den Nationalsozialismus. Diesen bezeichnete er deutlich als „vorchristlich-heidnische Destruktionskräfte“ und kritisierte die gewaltverherrlichende Ideologie der NSDAP.

## Nach 1933
Wie die übrigen sozialistischen Organisationen wurde der Bund nach dem Beginn der nationalsozialistischen Herrschaft verboten. Widerstandsstrukturen aus dem BRSD gab es beispielsweise in Berlin um Erich Kürschner. Der BRSD war die wichtigste und geschlossenste antifaschistische Gruppe im deutschen Protestantismus vor 1933.
Nach dem Zweiten Weltkrieg kam es zu einer Wiedergründung. Die Gruppen im Gebiet der SBZ zerfielen nach 1946, die Strukturen des BRSD in der Bundesrepublik wurden während des Kalten Krieges marginalisiert, konnten sich aber nach 1968 revitalisieren. 1977 kam es in Bochum zur Neugründung, wobei man ausdrücklich auf das erste Programm von 1926 zurückgriff. Erster Bundessprecher wurde der Bochumer Mathematikprofessor Günter Ewald. Seine Nachfolger waren der Bielefelder katholische Theologe Klaus Kreppel, der Düsseldorfer evangelische Theologe Erhard Griese und der Berliner evangelische Theologe Ulrich Peter.
Die Organisation nennt sich heute „Bund der Religiösen Sozialistinnen und Sozialisten Deutschlands e. V.“ und ist Teil des Netzwerkes Initiative Kirche von unten (IKvu), des Attac-Netzwerks, von Oikocredit, von Kairos Europa und der International League of Religious Socialists.
Seit 1948 gibt der Bund Christ und Sozialist. Blätter des Bundes der Religiösen Sozialisten Deutschlands, seit 1994 CuS. Christin und Sozialistin. Christ und Sozialist, Blätter des Bundes der Religiösen Sozialistinnen und Sozialisten Deutschlands e. V., seit August 2006 mit dem Untertitel Kreuz und Rose, von Mai 2005 bis April 2006 in Kooperation mit Neue Wege. Zeitschrift des Religiösen Sozialismus, Zürich, heraus.